# Самборская, Лина Семёновна
Ли́на Семёновна Самбо́рская (30 августа 1890 — 20 февраля 1955) — советский театральный режиссёр, актриса, театральный деятель. Заслуженный деятель искусств РСФСР (1945).

## Актёрская деятельность
В юности занималась у М. Г. Савиной, работала у крупных антрепренёров провинции: А. Н. Кручинина (1906—1908), Н. Н. Собольщикова-Самарина, Н. Н. Синельникова, с 1911 года — в Керченском театре. Играла в спектаклях с мастерами русской сцены — М. В. Дальским, Г. В. Гловацким, А. Н. Аркадьевой, И. Н. Певцовой, Е. Т. Жихаревой, А. И. Кварталовой. Постепенно овладела всеми жанрами — от водевиля до трагедии.
Заслуженный деятель искусств РСФСР (звание присвоено 8 октября 1945 года).

## Режиссёрская деятельность
С 1922 года, не оставляя актёрской деятельности, Лина Самборская начала заниматься режиссурой. Обладала выдающимися организаторскими и педагогическими способностями. Преподавала в драматических студиях Одессы, Киева (1918—1922); художественный руководитель и режиссёр театров Киева (1922—1925), актриса Трудколлектива артистов «Современного театра» (1927—1929).
Осуществляла художественное руководство Днепропетровским (1926), Харьковским (1927—1929), Курским (1929 −1931), Новокузнецким (1931—1932), Анжеро-Судженским (1932—1933), Томским (1933), Кировским (1936—1940) театрами.
Художественный руководитель Омского областного драматического театра в 1941—1948 годах. С 1948 года — в Астраханском драматическом театре. Главный режиссёр Красноярского драматического театра им. А. С. Пушкина в 1952—1954 году. В 1954 году — в Пензенском театре.
Похоронена на Мироносицком кладбище города Пензы.

## Театральные работы
- Мария Эстераг — «Мой сын» Ш. Гергеля и О. Литовского
- Кручинина — «Без вины виноватые» А. Островского
- Бэлла, экономка Лэнгтона — «Глубокие корни» Д. Гоу и Д’Юссо
- Мамаева — «На всякого мудреца довольно простоты» А. Островского
- Анна Андреевна — «Ревизор» Н. Гоголя
- Герцогиня Мальборо — «Стакан воды» Э. Скриба
- Мадам Сан-Жен (одноимённая пьеса Сарду)
- Нора (одноимённая пьеса Г. Ибсена)
- Варн — «Дикарка» Островского и Соловьева
- Мирандолина — «Хозяйка гостиницы» К. Гольдони
- Леди Макбет — «Макбет» В. Шекспира
- Клара — «Страх» А. Афиногенова
- Греч — «Так и будет» К. Симонова
- Ниловна — «Мать» по Горькому
- Чтение от автора (инсценировка романа «Хождение по мукам» А. Н. Толстого)

## Постановки
- «Парень из нашего города» К. Симонова (1941)
- «Интервенция» Л. Славина (1941)
- «Слава» В. Гусева (1941)
- «Давным — давно» А. Гладкова (1942)
- «Обыкновенный человек» Л. Леонова (1944)
- «Мещане» М. Горького (1946)
- «Русский вопрос» К. Симонова (1947)
- «Дело чести» И. К. Микитенко
- «Ненависть» С. Яльцевич
- «Варвары» М. Горького
- «Родина» Г. Д. Эристави
- «Отелло» Шекспира
- «Без вины виноватые» А. Островского